# Hoa hậu Thế giới 2015
Hoa hậu Thế giới 2015 là cuộc thi Hoa hậu Thế giới lần thứ 65 được tổ chức vào ngày 19 tháng 12 năm 2015 tại Nhà hát Vương miện sắc đẹp ở thành phố Tam Á, Trung Quốc. Hoa hậu Thế giới 2014 - Rolene Strauss đến từ Nam Phi đã trao lại vương miện cho người kế nhiệm, cô Mireia Lalaguna đến từ Tây Ban Nha.
Bắt đầu từ năm nay, cuộc thi Hoa hậu Thế giới đã chính thức loại bỏ phần thi áo tắm.

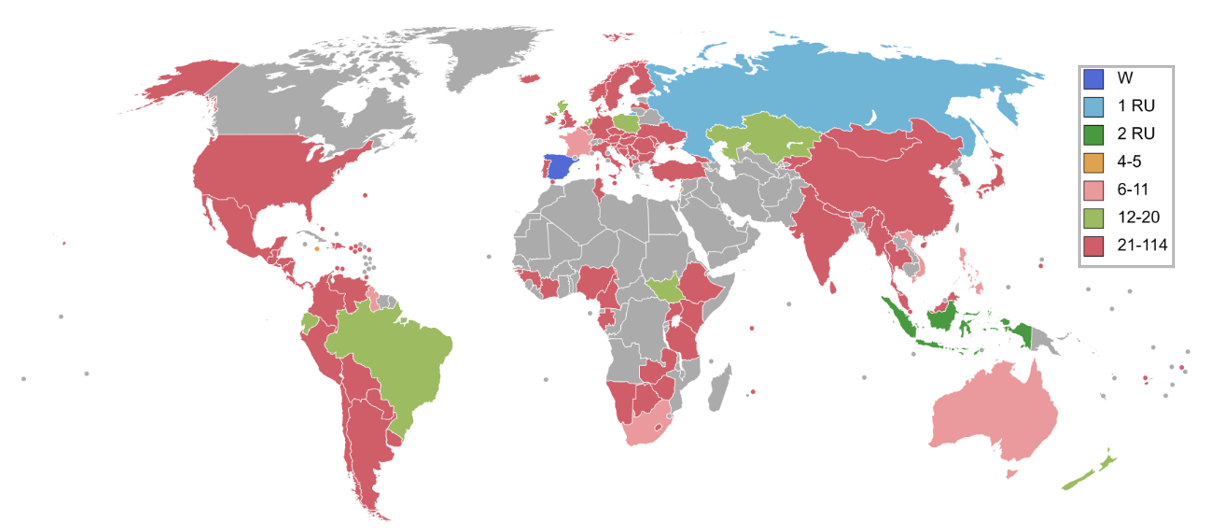
Các quốc gia và vùng lãnh thổ tham gia Hoa hậu Thế giới 2015 và kết quả.

## Các kết quả

### Thứ hạng
| Kết quả               | Thí sinh |
| --------------------- | --- |
| Hoa hậu Thế giới 2015 | - Tây Ban Nha – Mireia Lalaguna |
| Á hậu 1               | - Nga – Sofia Nikitchuk |
| Á hậu 2               | - Indonesia – Maria Harfanti |
| Top 5                 | - Liban – Valerie Abou Chacra - Jamaica – Sanneta Myrie |
| Top 11                | - Guyana – Lisa Punch - Úc – Tess Alexander - Pháp – Hinarere Taputu - Philippines – Hillarie Parungao - Nam Phi – Liesl Laurie - Việt Nam – Trần Ngọc Lan Khuê * |
| Top 20                | - Hà Lan – Margot Hanekamp - Ecuador – Camila Marañón - Kazakhstan – Regina Vandysheva - New Zealand – Deborah Lambie - Nam Sudan – Ajaa Monchol - Bắc Ireland – Leanne McDowell - Ba Lan – Marta Pałucka - Scotland – Mhairi Fergusson - Brazil – Catharina Choi Nunes |

* Thí sinh được vào thẳng Top 11 (không có mặt trong Top 20) do bình chọn của khán giả

### Các nữ hoàng sắc đẹp châu lục
| Châu lục       | Thí sinh                        |
| -------------- | ------------------------------- |
| Châu Phi       | - Nam Phi – Liesl Laurie        |
| Châu Mỹ        | - Brazil – Catharina Choi Nunes |
| Châu Á         | - Indonesia – Maria Harfanti    |
| Vùng Caribbean | - Jamaica – Sanneta Myrie       |
| Châu Âu        | - Nga – Sofia Nikitchuk         |
| Châu Đại Dương | - Úc – Tess Alexander           |

### Thứ tự công bố
| 1. Nga 2. Indonesia 3. Philippines 4. Jamaica 5. Guyana 6. Pháp 7. Liban 8. Nam Phi 9. Tây Ban Nha 10. Úc 11. Hà Lan 12. Brazil 13. Kazakhstan 14. Ba Lan 15. New Zealand 16. Trung Quốc 17. Nam Sudan 18. Scotland 19. Ecuador 20. Bắc Ireland | 1. Nga 2. Indonesia 3. Philippines 4. Jamaica 5. Guyana 6. Pháp 7. Liban 8. Nam Phi 9. Tây Ban Nha 10. Úc 11. Việt Nam | 1. Tây Ban Nha 2. Nga 3. Indonesia 4. Liban 5. Jamaica |

## Các sự kiện

### Hoa hậu Thể thao
| Kết quả     | Kết quả     | Thí sinh |
| ----------- | ----------- | --- |
| Chiến thắng | Chiến thắng | - Namibia - Steffi Van Wyk |
| Hạng 2      | Hạng 2      | - Seychelles – Linne Freminot |
| Hạng 3      | Hạng 3      | - Guam – Aria Pérez-Theisen |
| Hạng 4      | Hạng 4      | - Kazakhstan – Regina Vandysheva |
| Hạng 5      | Hạng 5      | - Samoa – Latafale Auva'a |
| Top 24      | Nhóm Vàng   | - Cộng hòa Séc – Andrea Kalousová - Bermuda – Alyssa Rose - Curaçao – Alexandra Krijger - Úc – Tess Alexander - Đan Mạch – Jessica Hvirvelkær - Botswana – Seneo Mabengano |
| Top 24      | Nhóm Lam    | - Fiji – Brittany Hazelman - Pháp – Hinarere Taputu - Cộng hòa Dominican – Cynthia Núñez - Ethiopia – Kisanet Teklehaimanot                                                |
| Top 24      | Nhóm Cam    | - New Zealand – Deborah Lambie - Serbia – Marija Ćetković - Na Uy – Fay Teresa Vålbekk - Kenya – Charity Mwangi - Nicaragua – Stefanía Alemán                              |
| Top 24      | Nhóm Đỏ     | - Tây Ban Nha – Mireia Lalaguna - Thổ Nhĩ Kỳ – Ecem Çirpan - Nam Phi – Liesl Laurie - Scotland – Mhairi Fergusson                                                          |

### Hoa hậu Tài năng
| Kết quả          | Thí sinh |
| ---------------- | --- |
| Hoa hậu Tài năng | - Guyana – Lisa Punch |
| Á hậu 1          | - Malaysia – Brynn Zalina Lovett |
| Á hậu 2          | - Jamaica – Sanneta Myrie |
| Á hậu 3          | - Paraguay – Giovanna Cordeiro |
| Á hậu 4          | - Samoa – Latafale Auva'a |
| Top 13           | - Úc – Tess Alexander - Bermuda – Alyssa Rose - Quần đảo Virgin (Anh) – Sasha Wintz - Curaçao – Alexandra Krijger - Anh – Natasha Hemmings - Indonesia – Maria Harfanti - Thái Lan – Thunchanok Moonnilta - Wales – Emma Jenkins |
| Top 30           | - Bahamas – Chantel O'Brian - Cameroon – Jessica Ngoua - Chile – Fernanda Sobarzo - Trung Quốc – Yuan Lu - Costa Rica – Angélica Reyes - Phần Lan – Angélica Reyes - Guadeloupe – Arlène Tacite - Iceland – Arna Ýr Jónsdóttir - Ấn Độ – Aditi Arya - Myanmar – Khin Thein Myint - Namibia – Steffi van Wyk - New Zealand – Deborah Lambie - Philippines – Hillarie Parungao - Puerto Rico – Keysi Vargas - Slovenia – Mateja Kociper - Nam Phi – Liesl Laurie - Tây Ban Nha – Mireia Lalaguna - Hoa Kỳ – Victoria Mendoza |

### Hoa hậu Nhân ái
| Kết quả     | Thí sinh |
| ----------- | --- |
| Chiến thắng | - Indonesia - Maria Harfanti |
| Top 10      | - Ecuador - Camila Marañón - El Salvador - Marcela Santamaria - Guyana – Lisa Punch - Nepal – Evana Manandhar - Nicaragua – Stefanía Alemántanz - Nga – Sofia Nikitchuk - Samoa - Latafale Auva'a - Tanzania - Lilian Kamazima - Zambia - Annie-Grace Farayi Mutambu |

### Hoa hậu Siêu mẫu
| Kết quả     | Thí sinh |
| ----------- | --- |
| Chiến thắng | - Tây Ban Nha - Mireia Lalaguna |
| Top 5       | - Pháp – Hinarere Taputu - Ý - Greta Galassi - Puerto Rico - Keysi Vargas - Nga - Sofia Nikitchuk |
| Top 30      | - Albania - Kristina Bakiuk - Argentina – Daniela Mirón - Úc - Tess Alexander - Áo - Annika Grill - Brazil - Catharina Choi - Cameroon - Jessica Ngoua - Trung Quốc - Yuan Lu - Bờ Biển Ngà - Andréa N'Guessan - Ethiopia – Kisanet Teklehaimanot - Georgia - Nuka Karalashvili - Honduras - Gabriela Salazar - Ấn Độ - Aditi Arya - Ireland - Sacha Livingstone - Nhật Bản - Chika Nakagawa - Kazakhstan – Regina Vandysheva - Lebanon - Valerie Abou Chacra - Hà Lan - Margot Hanekamp - Paraguay - Giovanna Cordeiro - Philippines – Hillarie Danielle Parungao - Ba Lan - Marta Pałucka - Nam Phi – Liesl Laurie - Nam Sudan - Ajaa Monchol - Thụy Điển - Natalia Fogelund - Venezuela - Anyela Galante - Việt Nam - Trần Ngọc Lan Khuê |

### Thí sinh được bình chọn nhiều nhất
| Kết quả     | Thí sinh |
| ----------- | --- |
| Chiến thắng | - Việt Nam - Trần Ngọc Lan Khuê |
| Top 5       | - Pháp- Hinarere Taputu - Ấn Độ - Aditi Arya - Liban - Valerie Abou Chacra - Thái Lan - Thunchanok Moonnilta |
| Top 10      | - Cameroon - Jessica Ngoua - Ecuador - Camila Marañón - Philippines - Hillarie Parungao - Nga - Sofia Nikitchuk - Venezuela - Anyela Galante |
| Top 25      | - Úc - Tess Alexander - Bahamas – Chantel O'Brian - Belize - Jasmin Jael Rhamdas - Brazil - Catharina Choi - Colombia - María Alejandra López - Bờ Biển Ngà - Andréa N'Guessan - El Salvador - Marcela Santamaria - Fiji - Brittany Hazelman - Gabon – Reine Ngotala - Indonesia – Maria Harfanti - Jamaica - Sanneta Myrie - Kazakhstan - Regina Vandysheva - Mexico - Yamelin Ramírez - Samoa - Latafale Auva'a - Nam Phi - Liesl Laurie |
| Top 50      | - Albania - Kristina Bakiu - Argentina - Daniela Mirón - Áo - Annika Grill - Bỉ - Leylah Alliët - Bermuda - Alyssa Vivian Rose - Bolivia - Vivian Serrana Llanos - Botswana - Seneo Mabangano - Anh - Natasha Hemmings - Gabon - Reine Ngotala - Đức - Albijona Muharremaj - Guadeloupe - Arlene Tacite - Guyana - Lisa Punch - Iceland - Arna Jonsdottir - Nhật Bản - Chika Nakagawa - Hàn Quốc - Eun Ju Chyung - Mexico - Yamelin Ramirez - New Zealand - Deborah Lambie - Tanzania - Lilian Kamazima - Trinidad và Tobago - Kimberley Farrah Singh - Thổ Nhĩ Kỳ - Ecem Cirpan - Uganda - Zahara Nakiyaga - Ukraine - Kristina Stoloka - Uruguay - Sherika De Armas - Zambia - Michelo Malambo - Zimbabwe - Annie Mutambu |

### Dances of the World
| Giải thưởng | Thí sinh |
| ----------- | --- |
| Chiến thắng | - Trung Quốc – Yuan Lu - Pháp- Hinarere Taputu - Nepal – Evana Manandhar - Paraguay - Giovanna Cordeiro - Samoa – Latafale Auva'a - Slovakia - Lujza Straková - Zambia - Michelo Malambo |
| Top 11      | - Fiji - Brittany Hazelman - Malaysia – Brynn Zalina Lovett - Nam Phi - Liesl Laurie - Thái Lan - Thunchanok Moonnilta                                                                   |

## Các giải thưởng đặc biệt
| Giải thưởng           | Thí sinh                          |
| --------------------- | --------------------------------- |
| Top Model             | - Tây Ban Nha - Mireia Lalaguna   |
| Talent                | - Guyana - Lisa Punch             |
| Sports                | - Namibia - Steffi Van Wyk        |
| Multimedia            | - Philippines - Hillarie Parungao |
| Beauty With A Purpose | - Indonesia – Maria Harfanti      |
| Global Vote           | - Việt Nam - Trần Ngọc Lan Khuê   |

## Tham dự
| Quốc gia/Lãnh thổ     | Thí sinh               | Tuổi | Chiều cao               | Quê quán              |
| --------------------- | ---------------------- | ---- | ----------------------- | --------------------- |
| Albania               | Kristina Bakiu         | 20   | 1,77 m (5 ft 9+1⁄2 in)  | Tirana                |
| Argentina             | Daniela Mirón          | 22   | 1,80 m (5 ft 11 in)     | Malargüe              |
| Aruba                 | Nicole Van Tellingen   | 20   | 1,75 m (5 ft 9 in)      | Oranjestad            |
| Úc                    | Tess Alexander         | 24   | 1,75 m (5 ft 9 in)      | Brisbane              |
| Áo                    | Annika Grill           | 21   | 1,77 m (5 ft 9+1⁄2 in)  | Gmunden               |
| Bahamas               | Chantel O'Brian        | 21   | 1,71 m (5 ft 7+1⁄2 in)  | Nassau                |
| Bỉ                    | Leylah Alliët          | 24   | 1,71 m (5 ft 7+1⁄2 in)  | Roeselare             |
| Belize                | Jasmin Jael Rhamdas    | 19   | 1,73 m (5 ft 8 in)      | Belmopan              |
| Bermuda               | Alyssa Rose            | 22   | 1,62 m (5 ft 4 in)      | Hamilton              |
| Bolivia               | Vivian Serrano         | 22   | 1,75 m (5 ft 9 in)      | Santa Cruz            |
| Bosna và Hercegovina  | Marijana Marković      | 20   | 1,75 m (5 ft 9 in)      | Prnjavor              |
| Botswana              | Seneo Mabengano        | 19   | 1,76 m (5 ft 9+1⁄2 in)  | Selebi-Phikwe         |
| Brasil                | Catharina Choi         | 25   | 1,76 m (5 ft 9+1⁄2 in)  | São Paulo             |
| Quần đảo Virgin (Anh) | Sasha Wintz            | 18   | 1,73 m (5 ft 8 in)      | Tortola               |
| Bulgaria              | Veneta Kristeva        | 23   | 1,73 m (5 ft 8 in)      | Sofia                 |
| Cameroon              | Jessica Ngoua          | 24   | 1,80 m (5 ft 11 in)     | Douala                |
| Chile                 | Fernanda Sobarzo       | 20   | 1,71 m (5 ft 7+1⁄2 in)  | Santiago              |
| Trung Quốc            | Yuan Lu                | 21   | 1,77 m (5 ft 9+1⁄2 in)  | Shanghai              |
| Colombia              | María Alejandra López  | 21   | 1,78 m (5 ft 10 in)     | Pereira               |
| Costa Rica            | Angélica Reyes         | 20   | 1,70 m (5 ft 7 in)      | Pérez Zeledón         |
| Bờ Biển Ngà           | Andréa N'Guessan       | 22   | 1,80 m (5 ft 11 in)     | Yamoussoukro          |
| Croatia               | Maja Spahija           | 22   | 1,78 m (5 ft 10 in)     | Šibenik               |
| Curaçao               | Alexandra Krijger      | 18   | 1,70 m (5 ft 7 in)      | Willemstad            |
| Síp                   | Rafaela Charalampous   | 24   | 1,73 m (5 ft 8 in)      | Nicosia               |
| Cộng hòa Séc          | Andrea Kalousová       | 19   | 1,73 m (5 ft 8 in)      | Jaroměř               |
| Đan Mạch              | Jessica Josephina      | 18   | 1,78 m (5 ft 10 in)     | Aarhus                |
| Cộng hòa Dominica     | Cinthya Núñez          | 23   | 1,80 m (5 ft 11 in)     | San Francisco         |
| Ecuador               | Camila Marañón         | 20   | 1,73 m (5 ft 8 in)      | Chone                 |
| El Salvador           | Marcela Santamaria     | 24   | 1,73 m (5 ft 8 in)      | San Salvador          |
| Anh                   | Natasha Hemmings       | 19   | 1,75 m (5 ft 9 in)      | Cheshire              |
| Ethiopia              | Kisanet Teklehaimanot  | 21   | 1,80 m (5 ft 11 in)     | Adigrat               |
| Fiji                  | Brittany Hazelman      | 24   | 1,80 m (5 ft 11 in)     | Suva                  |
| Phần Lan              | Carola Miller          | 24   | 1,81 m (5 ft 11+1⁄2 in) | Helsinki              |
| Pháp                  | Hinarere Taputu        | 25   | 1,75 m (5 ft 9 in)      | Tahiti                |
| Gabon                 | Reine Ngotala          | 18   | 1,72 m (5 ft 7+1⁄2 in)  | Tchibanga             |
| Gruzia                | Nuka Karalashvili      | 24   | 1,79 m (5 ft 10+1⁄2 in) | Tbilisi               |
| Đức                   | Albijona Muharremaj    | 20   | 1,74 m (5 ft 8+1⁄2 in)  | Munich                |
| Gibraltar             | Hannah Bado            | 22   | 1,72 m (5 ft 7+1⁄2 in)  | Gibraltar             |
| Guadeloupe            | Arlène Tacite          | 22   | 1,70 m (5 ft 7 in)      | Basse-Terre           |
| Guam                  | Aria Perez Theisen     | 19   | 1,73 m (5 ft 8 in)      | Barrigada             |
| Guatemala             | María José Larrañaga   | 24   | 1,70 m (5 ft 7 in)      | Guatemala City        |
| Guinea                | Mama Aissata Diallo    | 19   | 1,74 m (5 ft 8+1⁄2 in)  | Conakry               |
| Guinea-Bissau         | Laila Da Costa         | 20   | 1,78 m (5 ft 10 in)     | Bissau                |
| Guyana                | Lisa Punch             | 24   | 1,73 m (5 ft 8 in)      | Georgetown            |
| Haiti                 | Seydina Allen          | 24   | 1,70 m (5 ft 7 in)      | Port-au-Prince        |
| Honduras              | Gabriela Salazar       | 24   | 1,75 m (5 ft 9 in)      | Tegucigalpa           |
| Hungary               | Daniella Kiss          | 21   | 1,71 m (5 ft 7+1⁄2 in)  | Bag                   |
| Iceland               | Arna Ýr Jónsdóttir     | 20   | 1,69 m (5 ft 6+1⁄2 in)  | Kópavogur             |
| Ấn Độ                 | Aditi Arya             | 21   | 1,75 m (5 ft 9 in)      | New Delhi             |
| Indonesia             | Maria Harfanti         | 23   | 1,75 m (5 ft 9 in)      | Yogyakarta            |
| Ireland               | Sacha Livingstone      | 20   | 1,75 m (5 ft 9 in)      | Dublin                |
| Ý                     | Greta Galassi          | 17   | 1,75 m (5 ft 9 in)      | Rovereto              |
| Jamaica               | Sanneta Myrie          | 24   | 1,69 m (5 ft 6+1⁄2 in)  | Kingston              |
| Nhật Bản              | Chika Nakagawa         | 20   | 1,73 m (5 ft 8 in)      | Niigata               |
| Kazakhstan            | Regina Vandysheva      | 22   | 1,75 m (5 ft 9 in)      | Almaty                |
| Kenya                 | Charity Mwangi         | 24   | 1,73 m (5 ft 8 in)      | Kiambu County         |
| Hàn Quốc              | Jung Eun-ju            | 22   | 1,70 m (5 ft 7 in)      | Seoul                 |
| Kyrgyzstan            | Tattybubu Samidin-Kyzy | 20   | 1,72 m (5 ft 7+1⁄2 in)  | Bishkek               |
| Latvia                | Lāsma Zemene           | 20   | 1,70 m (5 ft 7 in)      | Riga                  |
| Liban                 | Valerie Abou Chacra    | 23   | 1,73 m (5 ft 8 in)      | Beirut                |
| Lesotho               | Relebohile Kobeli      | 19   | 1,68 m (5 ft 6 in)      | Maseru                |
| Macedonia             | Emilija Rozman         | 24   | 1,75 m (5 ft 9 in)      | Skopje                |
| Malaysia              | Brynn Lovett           | 24   | 1,70 m (5 ft 7 in)      | Beaufort              |
| Malta                 | Katrina Pavia          | 25   | 1,75 m (5 ft 9 in)      | Victoria              |
| Mauritius             | Aurellia Bégué         | 19   | 1,74 m (5 ft 8+1⁄2 in)  | Port Louis            |
| Mexico                | Yamelin Ramírez        | 22   | 1,72 m (5 ft 7+1⁄2 in)  | Navojoa               |
| Moldova               | Anastasia Iacub        | 19   | 1,75 m (5 ft 9 in)      | Băcioi                |
| Mông Cổ               | Anu Namshiryn          | 24   | 1,78 m (5 ft 10 in)     | Ulaanbaatar           |
| Montenegro            | Nataša Milosavljević   | 24   | 1,75 m (5 ft 9 in)      | Herceg Novi           |
| Myanmar               | Khin Thein Myint       | 24   | 1,75 m (5 ft 9 in)      | Mandalay              |
| Namibia               | Steffi Van Wyk         | 20   | 1,75 m (5 ft 9 in)      | Windhoek              |
| Nepal                 | Evana Manandhar        | 24   | 1,65 m (5 ft 5 in)      | Kathmandu             |
| Hà Lan                | Margot Hanekamp        | 19   | 1,76 m (5 ft 9+1⁄2 in)  | Nijkerk               |
| New Zealand           | Deborah Lambie         | 25   | 1,76 m (5 ft 9+1⁄2 in)  | Auckland              |
| Nicaragua             | Stefanía Alemán        | 24   | 1,65 m (5 ft 5 in)      | Masatepe              |
| Nigeria               | Unoaku Anyadike        | 21   | 1,83 m (6 ft 0 in)      | Ibadan                |
| Bắc Ireland           | Leanne McDowell        | 19   | 1,73 m (5 ft 8 in)      | Cookstown             |
| Na Uy                 | Fay Teresa Vålbekk     | 23   | 1,70 m (5 ft 7 in)      | Oslo                  |
| Panama                | Diana Jaén             | 24   | 1,74 m (5 ft 8+1⁄2 in)  | Penonomé              |
| Paraguay              | Giovanna Cordeiro      | 25   | 1,77 m (5 ft 9+1⁄2 in)  | Asunción              |
| Peru                  | Karla Chocano          | 24   | 1,75 m (5 ft 9 in)      | Trujillo              |
| Philippines           | Hillarie Parungao      | 24   | 1,68 m (5 ft 6 in)      | Solano                |
| Ba Lan                | Marta Pałucka          | 24   | 1,80 m (5 ft 11 in)     | Sopot                 |
| Bồ Đào Nha            | Rafaela Pardete        | 24   | 1,73 m (5 ft 8 in)      | Setubal               |
| Puerto Rico           | Keysi Vargas           | 24   | 1,83 m (6 ft 0 in)      | Quebradillas          |
| Romania               | Natalia Onet           | 25   | 1,76 m (5 ft 9+1⁄2 in)  | Satu Mare             |
| Nga                   | Sofia Nikitchuk        | 22   | 1,77 m (5 ft 9+1⁄2 in)  | Yekaterinburg         |
| Samoa                 | Latafale Auva'a        | 22   | 1,78 m (5 ft 10 in)     | Apia                  |
| Scotland              | Mhairi Fergusson       | 21   | 1,75 m (5 ft 9 in)      | Stirling              |
| Serbia                | Marija Ćetković        | 20   | 1,78 m (5 ft 10 in)     | Novi Sad              |
| Seychelles            | Linne Freminot         | 22   | 1,66 m (5 ft 5+1⁄2 in)  | Mahé                  |
| Singapore             | Charity Lu             | 24   | 1,70 m (5 ft 7 in)      | Singapore             |
| Slovakia              | Lujza Straková         | 21   | 1,81 m (5 ft 11+1⁄2 in) | Banská Bystrica       |
| Slovenia              | Mateja Kociper         | 24   | 1,70 m (5 ft 7 in)      | Maribor               |
| Nam Phi               | Liesl Laurie           | 24   | 1,70 m (5 ft 7 in)      | Johannesburg          |
| Nam Sudan             | Ajaa Monchol           | 22   | 1,86 m (6 ft 1 in)      | Juba                  |
| Tây Ban Nha           | Mireia Lalaguna        | 22   | 1,75 m (5 ft 9 in)      | Barcelona             |
| Sri Lanka             | Thilini Amarasooriya   | 20   | 1,68 m (5 ft 6 in)      | Colombo               |
| Saint Kitts và Nevis  | Jackiema Flemming      | 22   | 1,63 m (5 ft 4 in)      | Basseterre            |
| Thụy Điển             | Natalia Fogelund       | 21   | 1,74 m (5 ft 8+1⁄2 in)  | Gothenburg            |
| Tanzania              | Lilian Kamazima        | 19   | 1,73 m (5 ft 8 in)      | Arusha                |
| Thái Lan              | Thunchanok Moonnilta   | 22   | 1,70 m (5 ft 7 in)      | Chiang Mai            |
| Trinidad và Tobago    | Kimberly Singh         | 21   | 1,65 m (5 ft 5 in)      | Port of Spain         |
| Tunisia               | Marwa Heny             | 24   | 1,72 m (5 ft 7+1⁄2 in)  | Sidi Bouzid           |
| Thổ Nhĩ Kỳ            | Ecem Çirpan            | 19   | 1,84 m (6 ft 1⁄2 in)    | Bursa                 |
| Uganda                | Zahara Nakiyaga        | 24   | 1,70 m (5 ft 7 in)      | Kampala               |
| Ukraina               | Khrystyna Stoloka      | 18   | 1,73 m (5 ft 8 in)      | Kiev                  |
| Hoa Kỳ                | Victoria Mendoza       | 20   | 1,74 m (5 ft 8+1⁄2 in)  | Phoenix               |
| Uruguay               | Sherika De Armas       | 18   | 1,76 m (5 ft 9+1⁄2 in)  | Montevideo            |
| Quần đảo Virgin (Mỹ)  | Jahne Massac           | 19   | 1,68 m (5 ft 6 in)      | St. Thomas            |
| Venezuela             | Anyela Galante         | 24   | 1,72 m (5 ft 7+1⁄2 in)  | Guanare               |
| Việt Nam              | Trần Ngọc Lan Khuê     | 23   | 1,76 m (5 ft 9+1⁄2 in)  | Thành phố Hồ Chí Minh |
| Wales                 | Emma Jenkins           | 24   | 1,73 m (5 ft 8 in)      | Llanelli              |
| Zambia                | Michelo Malambo        | 24   | 1,79 m (5 ft 10+1⁄2 in) | Ndola                 |
| Zimbabwe              | Annie Mutambu          | 19   | 1,76 m (5 ft 9+1⁄2 in)  | Harare                |

## Chú ý

### Trở lại
- Lần cuối tham gia vào năm 2013:

- Botswana
- Bulgaria
- Chile
- Honduras
- Kazakhstan
- Macedonia
- Samoa
- Saint Kitts and Nevis
- Zambia

### Chỉ định
- Belize – Jasmin Jael Rhamdas được chỉ định là "Hoa hậu Thế giới Belize 2015" bởi Michael Arnold, Giám đốc quốc gia của Tổ chức Hoa hậu Thế giới Belize.
- Costa Rica – Angelica Reyes được chỉ định làm "Hoa hậu Thế giới Costa Rica 2015" bởi giám đốc quốc gia Allan Aleman phụ trách Hoa hậu Thế giới tại Costa Rica sau khi tổ chức Reinas de Costa Rica tổ chức cuộc tuyển chọn người nắm quyền nhượng quyền cho Hoa hậu Thế giới ở Costa Rica.
- Curaçao – Alexandra Krijger được Dushi-Magazine, chủ sở hữu nhượng quyền Hoa hậu Thế giới ở Curaçao, chỉ định làm "Hoa hậu Thế giới Curaçao 2015" sau khi cuộc thi không được tổ chức do thiếu kinh phí và tài trợ . Krijger là Á hậu 3 tại cuộc thi Hoa hậu Curaçao Thế giới 2014.
- El Salvador – Marcela Santamaría được Liz De Castaneda, giám đốc quốc gia của Nuestra Belleza El Salvador chỉ định làm đại diện cho El Salvador sau khi cuộc thi quốc gia bị hoãn lại cho đến tháng 1 năm 2016. Santamaría đã đăng quang Hoa hậu Quốc tế El Salvador 2011.
- Guyana – Lisa Punch được chọn làm đại diện của Guyana tại cuộc thi bởi giám đốc quốc gia Hoa hậu Thế giới Guyana, Natasha Martaindale, sau khi cuộc thi Hoa hậu Thế giới Guyana 2015 bị hủy do không đủ thí sinh và cuộc Tổng tuyển cử sắp tới ở Guyana. Punch được chọn từ một số ít thí sinh đã đăng ký tham gia cuộc thi hoa hậu phiên bản 2015 trước khi cuộc thi bị hủy bỏ. Cô đã lọt vào vòng chung kết của chương trình Rising Star của ABC.
- Hàn Quốc – Jung Eun-ju được Park Jeong-ah, giám đốc quốc gia Hoa hậu Thế giới Hàn Quốc chỉ định làm "Hoa hậu Thế giới Hàn Quốc 2015" sau khi cuộc thi bị hoãn đến cuối tháng 11 năm nay năm. Jung là Á hậu 1 tại cuộc thi Hoa hậu Thế giới Hàn Quốc 2014.
- Macedonia – Emilija Rozman được Lidija Velkovska, giám đốc quốc gia cuộc thi Hoa hậu Macedonia, chỉ định làm "Hoa hậu Makedonija 2015".
- Na Uy – Fay Teresa Vålbekk được chỉ định làm "Hoa hậu Thế giới Na Uy 2015" tại cuộc tuyển chọn do Morten Sommerfeldt, giám đốc quốc gia của Hoa hậu Thế giới Na Uy tổ chức. Vålbekk là Á hậu 1 tại cuộc thi Hoa hậu Na Uy 2011.
- Paraguay – Giovanna Cordeiro được chọn là "Hoa hậu Thế giới Paraguay 2015" bởi Promociones Gloria, chủ sở hữu nhượng quyền Hoa hậu Thế giới tại Paraguay. Nuestra Belleza Paraguay năm nay không được tổ chức do thiếu thời gian tổ chức cuộc thi nên đại diện của nhiều cuộc thi quốc tế khác nhau đã được chọn trong một cuộc bầu cử kín từ các thí sinh của Nuestra Belleza Paraguay 2014.Cordeiro là Á hậu 3 tại Nuestra Belleza Paraguay 2014.
- Romania – Natalia Onet được Ernest Hadrian Böhm, chủ tịch Hoa hậu Thế giới Romania, bổ nhiệm làm "Hoa hậu Thế giới Romania 2015" sau khi cuộc gọi tuyển diễn viên được tổ chức bởi những người nắm giữ quyền đại lý ExclusivEvent cho Hoa hậu Thế giới tại Romania.
- Saint Kitts và Nevis – Jackiema Flemming được Eversley Liburd và Joan Millard, chủ sở hữu nhượng quyền Hoa hậu Thế giới ở Saint Kitts và Nevis, chỉ định là "Hoa hậu Thế giới Saint Kitts và Nevis 2015". Flemming là Á hậu 2 tại cuộc thi Nữ hoàng Lễ hội Quốc gia St. Kitts & Nevis 2014–2015.
- Samoa – Latafale Auva'a, đương kim Hoa hậu Samoa và Hoa hậu Quần đảo Thái Bình Dương, được chỉ định làm đại diện cho Samoa tại Hoa hậu Thế giới 2015 bởi Ulallemamae Te'eva Matafai, giám đốc quốc gia Hoa hậu Thế giới Samoa.
- Quần đảo Virgin (Mỹ) – Jahne Issac được vinh danh là "Hoa hậu Hoa Kỳ Paraside Thế giới 2015" sau khi tổ chức Hoa hậu Hoa Kỳ Paraside tổ chức cuộc tuyển chọn.

### Thay thế
- Albania – Kristina Bakiu được Vera Grabocka, Chủ tịch Hoa hậu & Nam vương Albania, chỉ định làm đại diện cho Albania sau khi cô quyết định thay thế Daniela Pajaziti vì những lý do không được tiết lộ. Bakiu đã đăng quang Hoa hậu Hoàn vũ Albania 2013, nhưng không thể tranh tài tại Hoa hậu Hoàn vũ 2013 do vấn đề tuổi tác.
- Brazil – Catharina Choi kế nhiệm ngôi vị "Hoa hậu Thế giới Brazil 2015", sau khi Ana Luisa Castro, người chiến thắng ban đầu tự nguyện từ bỏ danh hiệu của mình khi bị phát hiện đã kết hôn với người mẫu Bỉ và diễn viên Tanguy Backer trước khi bước vào cuộc thi. Nunes là Á hậu 1 tại cuộc thi Hoa hậu Thế giới Brazil 2015.
- Bulgaria – Veneta Kristeva được tổ chức Hoa hậu Bulgaria chỉ định là "Hoa hậu Thế giới Bulgaria 2015", thay thế cho Simona Evgenieva, Hoa hậu Bulgaria 2014, người sẽ không tham dự Hoa hậu Thế giới vì trùng lịch với vòng chung kết Hoa hậu Bulgaria 2015. Kristeva đăng quang Hoa hậu Hoàn vũ Bulgaria 2013.
- Pháp – Hinarere Taputu được chỉ định làm "Hoa hậu Thế giới Pháp 2015" bởi giám đốc quốc gia Hoa hậu Pháp, Sylvie Tellier, thay thế cho Camille Cerf, Hoa hậu Pháp 2015, người sẽ không thể tham gia Hoa hậu Thế giới vì vướng lịch trình, khi cô trao vương miện cho người kế nhiệm vào cùng ngày diễn ra vòng chung kết Hoa hậu Thế giới 2015. Taputu đại diện cho Tahiti tại Hoa hậu Pháp 2015 và là Á hậu 1 tại cuộc thi.
- Hà Lan – Margot Hanekamp được Tổ chức Hoa hậu Nederland chỉ định thi đấu tại Hoa hậu Thế giới 2015 khi người chiến thắng cuộc thi Hoa hậu Hà Lan 2015, Jessie Jazz chọn tranh tài tại Hoa hậu Hoàn vũ 2015. Năm nay, người chiến thắng cuộc thi Hoa hậu Hà Lan sẽ tham gia cả hai cuộc thi Hoa hậu Hoàn vũ và Hoa hậu Thế giới nhưng điều này không thể thực hiện được do hai cuộc thi diễn ra vào cùng thời điểm. Hanekamp là Á hậu 1 tại cuộc thi Hoa hậu Hà Lan 2015.
- Tanzania – Lilian Kamazima đăng quang "Hoa hậu Tanzania 2014" với tư cách là người chiến thắng ban đầu Sitti Mtemvu, đã từ chức sau khi bị cáo buộc vì bê bối liên quan đến tuổi tác. Kamazima là Á hậu 1 tại cuộc thi Hoa hậu Tanzania 2014.
- Tunisia – Maroua Heni được chọn là "Hoa hậu Tunisie 2015", sau khi Rawia Djebli là người chiến thắng ban đầu[115] đã bị Aida Antar, Chủ tịch Tổ chức Hoa hậu Tunisia, tước danh hiệu vì không hoàn thành nghĩa vụ của mình. Heny đã được chọn trong một cuộc tuyển chọn riêng biệt do chủ sở hữu nhượng quyền của Hiệp hội TEJ tổ chức cho Hoa hậu Thế giới ở Tunisia. Cô đại diện cho Tỉnh Sidi Bouzid tại Hoa hậu Tunisiae 2015 và lọt vào Top 10.
- Zimbabwe – Annie Mutambu được chọn là "Hoa hậu Zimbabwe 2015", sau khi Emily Kachote, người chiến thắng trước đó của cuộc thi, bị tước danh hiệu khi ảnh khỏa thân của cô lan truyền trên mạng xã hội. Mutambu là Á hậu 1 tại cuộc thi Hoa hậu Zimbabwe 2015. Năm thứ hai liên tiếp, người chiến thắng cuộc thi này đã bị tước danh hiệu vì một vụ bê bối tương tự.

### Bỏ cuộc
- Barbados
- Belarus
- Chad
- Ai Cập
- Guinea Xích Đạo
- Ghana
- Hy Lạp
- Hồng Kông
- Israel
- Kosovo - Trung Quốc không công nhận Kosovo là một quốc gia độc lập.
- Litva
- Luxembourg
- Martinique
- São Tomé và Príncipe
- Thụy Sĩ

### Không tham gia
- Algeria – Rym Amari, Hoa hậu Algerie 2013 được Faisal Hamdad, Chủ tịch Tổ chức Hoa hậu Algerie chỉ định làm đại diện cho Algeria, tuy nhiên Amari đã rút khỏi cuộc thi Hoa hậu Thế giới chỉ vài ngày trước khi bắt đầu do vấn đề thị thực. Năm ngoái Fatma Zohra Chouaib, Hoa hậu Algeria 2014 không thể tranh tài tại Hoa hậu Thế giới 2014 vì vấn đề tương tự.
- Guinea Bissau – Laila Da Costa theo kế hoạch sẽ tham gia tại Hoa hậu Thế giới 2014 tổ chức tại Nam Phi tuy nhiên không thể thi đấu do vấn đề visa. Cô được dự đoán sẽ thi đấu tại phiên bản 2015 nhưng đã rút lui vì vấn đề tương tự.

## Phát sóng
| - Afghanistan: Star World - Angola: TPA - Anguilla: Direct TV - Antigua và Barbuda: Direct TV - Argentina: Direct TV - Armenia: Armenia TV - Aruba: Direct TV - Úc: FOXTEL-E! - Bahamas: ZNS - Bangladesh: SRK showtime - Barbados: Direct TV - Belarus: ONT - Bỉ: STAR! - Belize: Channel 5 - Bermuda: Direct TV - Bolivia: Unitel - Bonaire: Direct TV - Bosnia & Herzegovina: RTRS, FTV - Botswana: BTV - Brazil: UOL - Quần đảo Virgin thuộc Anh: Direct TV - Brunei: Star World - Campuchia: Star World - Canada: E! - Quần đảo Cayman: Direct TV - Chile: Canal 13 - Trung Quốc: CCTV - Colombia: Canal 1 - Curacao: TDS - Síp: Sigma TV - Đan Mạch: STAR! & TNT - Dominica: Direct TV - Cộng hòa Dominican: ' Direct TV - Ecuador: Direct TV - Ai Cập: Dalycartoon - El Salvador: Canal 2 - Anh: DRG TV - Estonia: STAR! - Fiji: Fiji Broadcast Corporation - Phần Lan: STAR! - Pháp: Paris Première - Georgia: Telemedia - Đức: E! - Ghana: GBC - Grenada: Direct TV - Guadeloupe: Paris Premiere - Guatemala: Canal 11 - Haiti: Direct TV - Honduras: Telesistema - Hồng Kông: Star World - Israel: STAR! - Ấn Độ: Zee Cafe - Indonesia: RCTI - Iran: Manoto 1‫ - Ireland: E! - Ý: E! - Jamaica: TVJ - Nhật Bản: Star World - Kenya: Royal Media Services Ltd. - Hàn Quốc: T Cast - Lào: Star World - Latvia: STAR! - Liban: LBC | - Lithuania: Lietuvos rytas TV - Luxembourg: STAR! - Ma Cao: Star World - Macedonia: Sitel - Malaysia: Star World - Maldives: Star World - Montserrat: Direct TV - Martinique: Paris Premiere - Mauritius: MBC - México: Galavision - Micronesia: Star World - Mông Cổ: UBS TV - Mozambique: STV - Myanmar: Star World - Namibia: NBC - Nauru: Star World - Hà Lan: STAR! - New Caledonia: Star World - Nicaragua: Canal 2 - Nigeria: Silverbird - New Zealand: TV2 - Bắc Ireland: DRG TV - Na Uy: STAR! - Quần đảo Thái Bình Dương: Star World - Palau: Star World - Panama: Telemetro - Papua New Guinea: Star World - Paraguay: La Tele - Peru: Direct TV - Philippines: TV5 - Ba Lan: Polsat - Bồ Đào Nha: Sic Internacional - Puerto Rico: - Nga: Star World - St. Kitts và Nevis: Direct TV - Sint Eustatius: Direct TV - St. Lucia: Direct TV - Saint Martin: Direct TV - St. Vincent và Grenadines: Direct TV - Saba: Direct TV - Scotland: DRG TV - Seychelles: SBC - Singapore: MediaCorp Channel 5 - Quần đảo Solomon: Star World - Nam Phi: SABC 3 - Tây Ban Nha: Mediaset Espana - Swaziland: Swazi TV - Thụy Điển: STAR - Đài Loan: Star World - Thái Lan: Channel 3 - Trinidad & Tobago: C Television - Thổ Nhĩ Kỳ: CNBC-e - Turks & Caicos: Direct TV - Uruguay: Direct TV - Hoa Kỳ: E!, Xbox Live - Quần đảo Virgin (Mỹ): Direct TV - Vanuatu: Star World - Venezuela: Venevisión - Việt Nam: VTV6 - Wales: DRG TV - Zambia: ZNBC - Zimbabwe: ZBC |

## Sự cố
- Canada – Anastasia Lin là Hoa hậu Thế giới Canada 2015, có thẩm quyền và cũng muốn tham dự giải Hoa hậu Thế giới 2015; ban tổ chức cũng đưa cô vào danh sách các thí sinh tranh giải. Tuy nhiên, cô bị chính quyền Trung Quốc xem là persona non grata nên không được cấp hộ chiếu. Lin đã công khai chỉ trích chính quyền Trung Quốc vi phạm nhân quyền. Tổ chức Hoa hậu Thế giới cho phép cô tham gia cuộc thi vào năm sau.[117]